# Affaire Pélussin
Pour un article plus général, voir Abus sexuels sur mineurs dans l'Église catholique en France.
L'affaire Pélussin concerne des châtiments corporels scolaires et abus sexuels subis par des élèves du collège privé catholique Saint-Jean de Pélussin en 1995. 
Le 2 juillet 2025, un article de Médiapart relance l'affaire Pélussin qui est un autre scandale avec l'Affaire Bétharram dans lequel François Bayrou, ex-ministre de l'Éducation nationale, est impliqué.

## Déroulé des faits
Le 15 mars 1995, Jean Vernet qui est un frère mariste et directeur du collège privé catholique de Saint-Jean dans la commune de Pélussin est arrêté, mis en examen et condamné pour viols et aggressions sexuelles sur des adolescents. Deux professeures, Marie Dominique Chavas et Elisa Beyssac-Vina, ont alerté la presse à l'époque mais le collège n'a jamais voulu faire d'enquête.  
De nombreuses alertes sont lancées pour dénoncer des violences commises par du personnel de l'établissement sur des enfants et des plaintes sont déposées. En septembre 1995, une plainte est classée sans suite à propos d'un enfant ayant eu le tympan perforé. Les deux professeures relancent une alerte concernant trois surveillants en juin 1996 qui est envoyé à la présidence de la République, une autre est envoyée à Jacques Chirac, président de la République, en janvier 1997. Un courrier de l'association Enfant Bleu est envoyé à François Bayrou,  le 25 septembre 1996. 
Le 2 juillet 2025, dans le contexte de l'Affaire Bétharram, Médiapart s'intéresse à cette affaire en insistant notamment sur la faible couverture médiatique et les deux pages qui lui sont consacrées au sein de la commission d'enquête sur Bétharram.